# Alfred-Kerr-Stiftung
Die Alfred-Kerr-Stiftung ist eine auf Initiative der Kinder Alfred Kerrs (1867–1948), Judith und Michael Kerr, gegründete Institution, die mit dem Alfred-Kerr-Darstellerpreis deutschsprachige Nachwuchsschauspieler fördert. Sitz der Stiftung ist in Berlin.

## Fördertätigkeit
Die Stiftung verleiht in Zusammenarbeit mit dem Tagesspiegel alljährlich am letzten Tag des Berliner Theatertreffens im Mai den Alfred-Kerr-Darstellerpreis. Der Preis ist mit 5000 Euro dotiert.
Die Erlöse der von Günther Rühle herausgegebenen Berliner Briefe von Alfred Kerr Wo liegt Berlin? fließen in die Stiftung.